# Christian Elling
Christian Thorvald Elling (14. november 1901 på Frederiksberg – 13. juli 1974) var en dansk professor, kunsthistoriker og arkitekturforsker.
Christian Elling blev født 1901 som søn af søn af boghandler J.M.Th. Elling, Kalundborg, (død 1926) og hustru Margrethe f. Fischer (død 1948). Han voksede op i Kalundborg og blev student fra Sorø Akademi 1920 og studerede kunsthistorie under Francis Beckett og modtog i 1925 Akademiets guldmedalje for et arbejde om Nicolai Eigtved. 1929 blev han magister, 1932 docent, 1933 dr.phil og fra 1939 professor ved Københavns Universitet. Han var dekan ved det humanistiske fakultet 1944-45.
Han foretog talrige og lange rejser, især til Italien, hvis ældre barokarkitektur var hans primære forskningsområde. Hans arbejde gælder især det 18. århundredes arkitektur, hvor hans usædvanligt rige kendskab til udenlandsk kunst har kastet nyt lys over de danske arbejder fra den tid. Elling havde også udpræget kulturhistorisk sans, og talrige større og mindre afhandlinger gælder levevis, teater, opera og musik. Han bog om arkitekturen i Rom i tiden fra Berninis død 1680 og til Napoleons indtog 1797 var et banebrydende værk om et emne, der kun var sparsomt beskrevet.
Elling var ven med mange kulturpersonligheder som Karen Blixen, Steen Eiler Rasmussen og Paul V. Rubow.
Blandt hans elever på universitetet var Else Kai Sass, Hakon Lund og Hannemarie Ragn Jensen.
Christian Elling stiftede sammen med Karl Bjarnhof Det Danske Akademi den 28. november 1960 og var medstifter af Det Danske Gastronomiske Akademi i 1964.
Elling var desuden formand i Selskabet for Arkitekturhistorie 1947-50, præsident for den dansk-italienske forening Dante Alighieri 1954-57, medlem af den danske komité for Historikernes internationale Samarbejde fra 1932 og af Videnskabernes Selskabs Kommission til Undersøgelse af de i dansk Privateje bevarede Kilder til dansk Historie 1951-57. Derudover var han medlem af bestyrelsen for Det Nationalhistoriske Museum på Frederiksborg Slot fra 1951 og af kuratelet og bestyrelsen for Det Danske Institut for Videnskab og Kunst i Rom 1954-57. Han var ydermere bestyrelsesmedlem i Selskabet for dansk Kulturhistorie 1936 (formand 1950-52), af Vetenskaps-Societeten i Lund 1945, af Det kongelige danske Selskab for Fædrelandets Historie og af Det Kongelige Danske Videnskabernes Selskab 1948.
Han var Ridder af Dannebrog, Dannebrogsmand og ridder af den svenske Nordstjerneorden og modtog Klein-prisen 1953.
Elling blev gift 22. marts 1930 med Else Elling (f. 21. december 1908 på Frederiksberg), datter af grosserer A. Boyer og hustru f. Hagensen. En fætter var bogbinderen Axel Knudsen.

## Værker i udvalg
- Slotte og Herregaarde i Barok og Rokoko (1928)
- Palæer og Patricierhuse fra Rokokotiden (1930)
- Arkitekten Philip de Lange (1931)
- Documents inédits concernant les projets de J A Gabriel et N H Jardin pour l'église Frédéric à Copenhague (1931)
- Holmens Bygningshistorie 1680-1770 (disputats, 1932)
- Rokokoens portrætmaleri i Danmark 1935
- Studien und Quellen zur Geschichte der spätbarocken Baukunst in Dänemark (Artes, 1937-39)
- Klassicisme i Fyen (1939)
- Den romantiske Have (1942)
- Operahus og Casino (1942)
- Danske Herregaarde 1942
- Jardin i Rom 1943
- Danske Borgerhuse 1943
- Det Klassiske København 1944
- Christiansborg-Interiører (1944)
- Maskespil (1945)
- Hofkronik (1945)
- Amalienborg-Interiører (1945)
- Rejse paa Amager, Thanning & Appels Forlag, (1945)
- Breve om Italien, Alfred G. Hassing A/S 1945
- Det gamle København, Politikens Forlag, (1947)
- Villa Pia in Vaticano (1947)
- Den italienske Nat (1947)
- Bellmaniana (1947)
- Byens Hjerte og Digterens (sammen med Kai Friis Møller, 1947)
- Fra Vestergade (1947)
- Stockholms Hjerte (1948, svensk udg. 1949)
- Man læser Dickens (1949)
- Function and form of the Roman Belvedere 1950
- Frederik VIII's Palæ paa Amalienborg (1951)
- Omkring den svenske Ambassades Palæ, København: Det Berlingske Bogtrykkeri 1952
- Fra Sabinerbjergene (1954)
- Turen gennem Dalarne (1956)
- Rom: Arkitekturens liv fra Bernini til Thorvaldsen Gyldendal 1956, 2. udg. 1967
- Børsen og Byen, Grosserer - Societetets komité, 1957
- Bordeaux, Jespersen & Pios Forlag, 1958
- Shakespeare: Indsyn i hans Verden og dens Poesi – Landskabet, 1959
- Italienske scener 1959
- Venezia: Iagttagelser mellem Skuepladser, Det Berlingske Bogtrykkeri, 1959
- Mellemakter, København: Thaning & Appels Forlag 1961
- Motiver: Prosa i Udvalg, Gyldendals Uglebøger 1963
- Min Yndlingslæsning, København: Stig Vendelkærs Forlag 1964
- Kransen om Rom: Barokkens værker i Campagnen og Bjergene Gyldendal 1968
- En hemmelig By: Quasi una Fantasia, 1970
- Aftenspil, Gyldendal 1971
- Skuepladser: Kunst og Teater, København: G.E.C. Gads Forlag 1971 (udgivet i anledning af Ellings 70 års fødselsdag)
- Shakespeare: Indsyn i hans Verden og dens Poesi – Dyrekredsen, København: G.E.C. Gads Forlag 1974
- Castagnetter og andre Essays, Gyldendal 1975
- Rome: The Biography of Its Architecture from Bernini to Thorvaldsen, translated from Danish by Bob and Inge Gosney, Westview Press 1975.
- Scenebilleder, Hekla 1981

## Ekstern kilde/henvisning
- Hagerups illustrerede konversationsleksikon
- Den Nye Salmonsen
- Kraks Blå Bog 1957
- Christian Elling på gravsted.dk
- Christian Elling på Kunstindeks Danmark/Weilbachs Kunstnerleksikon

|  | Artiklen om Christian Elling kan blive bedre, hvis der indsættes et (bedre) billede Du kan hjælpe ved at afsøge Wikimedia Commons for et passende billede eller uploade et godt billede til Wikimedia Commons iht. de tilladte licenser og indsætte det i artiklen. |